# جشنواره فیلم افق‌های تازه

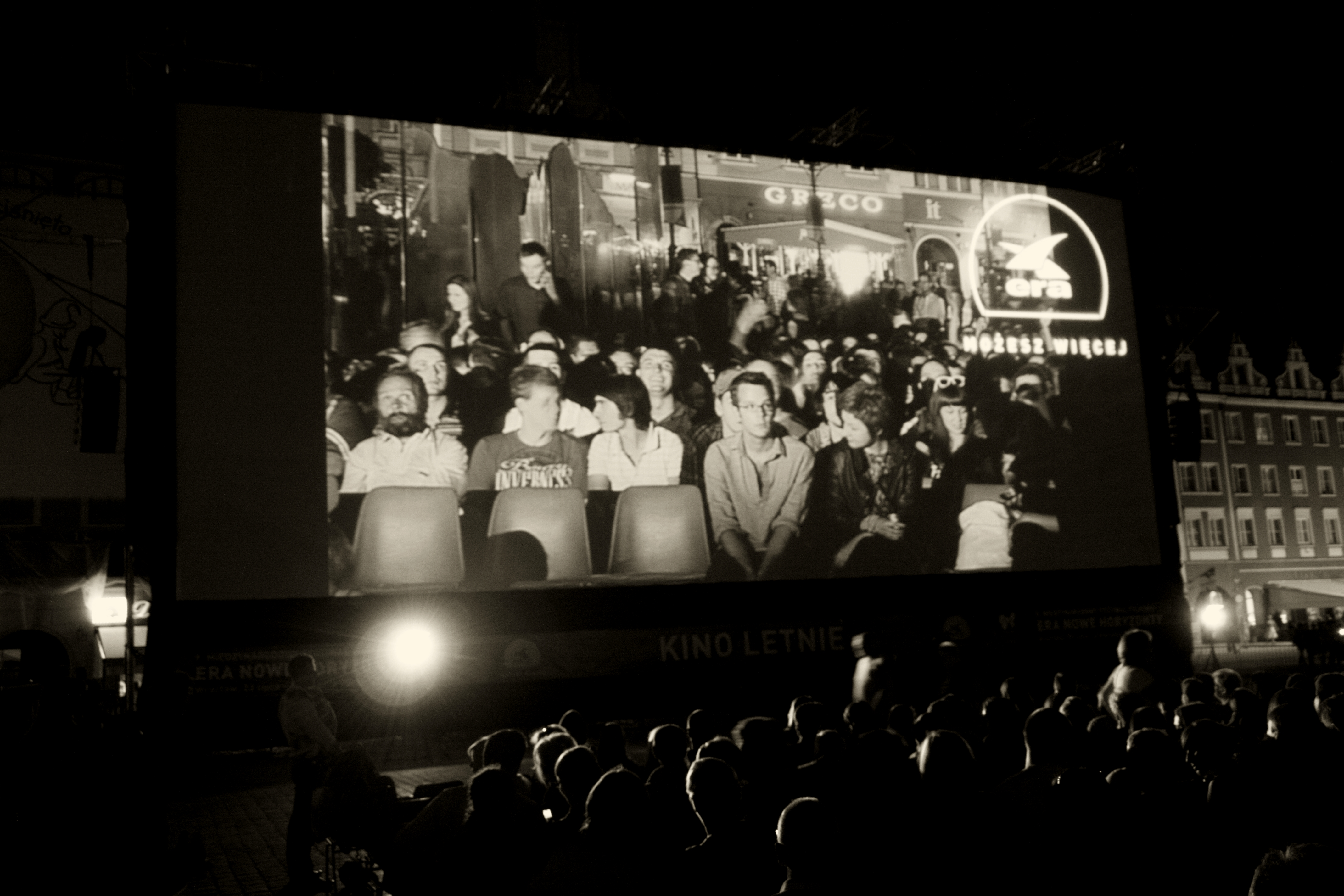
جشنواره فیلم افق های تازه سال ۲۰۰۹

جشنواره فیلم افق‌های تازه (به لهستانی: Nowe Horyzonty) یک جشنواره فیلم بین‌المللی است که ژوئیه هر سال در شهر وروتسواف لهستان برگزار می‌شود. این جشنواره که از سال ۲۰۰۱ آغاز به‌کار کرده‌است، هدف اصلی خود را معرفی سینمای غیرمتعارف و آثار آن دسته از فیلمسازانی که در خلاف جهت سینمای معمول حرکت می‌کنند، و نیز تلاش در به چالش کشیدن مخاطبان هنر هفتم در ارائه تجارب جدید به آنان اعلام کرده‌است. پشتیبان مالی اصلی این جشنواره، شرکت مخابراتی تی‌موبایل لهستان است. این جشنواره تا پیش از ژوئن ۲۰۱۱ (تغییر برند اسپانسر) «جشنواره فیلم افق‌های تازه اِرا» نام داشت.
در دهمین دوره این جشنواره که در سال ۲۰۱۰ به مدت یازده روز برگزار شد، بیش از ۳۵۰ مهمان از دست‌اندرکاران سینمای جهان از کشورهای مختلف در آن حضور یافتند. در این دوره بیش از ۵۰۰ فیلم به نمایش درآمدند که ۱۴ فیلم در بخش مسابقه اصلی به رقابت پرداختند. جوایز جشنواره شامل جایزه بزرگ، جایزه فیلم برگزیده تماشاگران و جایزه فیپرشی (برگزیده فدراسیون جهانی منتقدان فیلم) هستند. بر پایه سیاست‌های جشنواره، فیلم‌های مطرحی که در جشنواره‌های بزرگ دنیا به موفقیت می‌رسند، در بخش خارج از مسابقه نمایش داده می‌شوند و بخش مسابقه اصلی به فیلم‌های کمتر شناخته شده اختصاص می‌یابد.

## برنامه‌های جشنواره
در هر دوره از «جشنواره افق‌های تازه»، افزون بر بخش رقابتی بین‌المللی و داخلی، برنامه‌های متنوعی همچون مرور آثار فیلمسازان بزرگ جهان و لهستان، مسابقه فیلم‌های کوتاه لهستانی و اروپایی، پانوراما، نمایش‌های ویژه، مستند/تجربی، چشم سوم، برنامه‌های ویژه سینمای کشورهای گوناگون همچون ایران، هند، آرژانتین، استرالیا، نیوزیلند، برزیل، سوئد، کانادا، ترکیه و سینمای مستقل آمریکا، فیلم‌های کودکان و نوجوانان، اکران ویژه فیلم‌های صامت با موسیقی زنده، ۵۵ سال انیمیشن لهستان، بازار فیلم، نمایشگاه و کنسرت موسیقی فیلم‌ها نیز برگزار می‌شوند. هر دوره جشنواره معمولاً، بیش از ۳۰ برنامه محتلف را در دستور کار دارد.
در سال ۲۰۰۶ فیلم نیوه‌مانگ ساخته بهمن قبادی به‌عنوان نماینده سینمای ایران در بخش مسابقه اصلی ششمین دوره این جشنواره شرکت کرد. همچنین در سال ۲۰۲۱ فیلم های دشت خاموش ساخته احمد بهرامی در بخش اصلی، فیلم جاده خاکی ساخته پناه پناهی در بخش دیسکاوری و فیلم قهرمان ساخته‌ی اصغر فرهادی در بخش نمایش های ویژه این جشنواره به نمایش آمدند.